# McDonnell Douglas KC-10 Extender
De McDonnell Douglas KC-10 Extender is een militair transportvliegtuig van de United States Air Force. Het vliegtuig is een doorontwikkeling van de civiele McDonnell Douglas DC-10. De KC-10 Extender is bedoeld voor algemene transporttaken en meer specifiek het bijtanken in de lucht.
De KC-10 Extender is oorspronkelijk ontwikkeld door de Amerikaanse luchtmacht als aanvulling op de Boeing KC-135 Stratotanker. Dit toestel werd naar aanleiding van voorvallen in Zuidoost-Azië en het Midden-Oosten voor sommige taken niet geschikt bevonden. De DC-10 was na de DC-9 het tweede transportvliegtuig van McDonnell Douglas dat door de Amerikaanse luchtmacht werd doorontwikkeld. In totaal werden er 60 KC-10s geproduceerd voor de Amerikaanse luchtmacht. Voor de Verenigde Staten speelde de KC-10 een belangrijke rol bij het deelnemen aan verre overzeese operaties zoals de beide Golfoorlogen met Irak. De USAF nam de laatste KC-10 Extenders uit dienst in 2024.

## KDC-10
Twee vergelijkbare tankers werden voor de Nederlandse Koninklijke Luchtmacht onder de benaming KDC-10 omgebouwd uit voormalige DC-10-verkeersvliegtuigen van Martinair. Dit zijn de Jan Scheffer (T-235) en Prins Bernhard (T-264). De KDC-10 maakte gedurende een periode van 25 jaar het voor de Nederlandse luchtmacht mogelijk om onder andere F-16's in de lucht van brandstof te voorzien. 
De Prins Bernhard is op 4 november 2019 naar Amerika gevlogen, verkocht aan een Amerikaans bedrijf. De Jan Scheffer volgde op 25 oktober 2021. Ook in dit geval werd Omega Air de nieuwe eigenaar. Beide machines zijn vervangen door de Airbus A330 MRTT waarvan de Koninklijke Luchtmacht er samen met vijf andere landen acht heeft besteld. Vijf van deze vliegtuigen zijn op Vliegbasis Eindhoven gestationeerd, de rest op het vliegveld van Keulen-Bonn.